# Karrieremuligheder
Karrieremuligheder er en eksperimentalfilm fra 2013 instrueret af Christian Kampmann Olsen efter manuskript af Christian Kampmann Olsen.

## Handling
Apokalypsen er kommet, men mennesket arbejder blindt videre.